# Cruria latifascia
Cruria latifascia är en fjärilsart som beskrevs av Jordan 1912. Cruria latifascia ingår i släktet Cruria och familjen nattflyn. Inga underarter finns listade i Catalogue of Life.